# Glyptodontopelta
Glyptodontopelta là một chi khủng long, được Ford mô tả khoa học năm 2000.